# 奧馬區
奧馬區 （Omagh District Council；愛爾蘭語：Comhairle Ceantair na hÓmaí），是北愛爾蘭西部的一個區。面積1,130 km²，是北愛面積第二大的區。2006年人口51,000人。區行政中心為奧馬。